# 埃布尼壯象鼻魚
埃布尼壯象鼻魚，為輻鰭魚綱骨舌魚目象鼻魚科的其中一種。分布於非洲象牙海岸的淡水流域，棲息於水底，具有發電器官，用來偵測獵物，體長可達7.7公分。